# Бранец
Бранец (рум. Braneț) — село у повіті Олт в Румунії. Входить до складу комуни Бирза.
Село розташоване на відстані 153 км на захід від Бухареста, 18 км на південний захід від Слатіни, 28 км на схід від Крайови.

## Населення
За даними перепису населення 2002 року у селі проживала 1601 особа.
Національний склад населення села:
| Національність | Кількість осіб | Відсоток |
| -------------- | -------------- | -------- |
| румуни         | 1553           | 97,0%    |
| цигани         | 48             | 3,0%     |

Рідною мовою назвали:
| Мова      | Кількість осіб | Відсоток |
| --------- | -------------- | -------- |
| румунська | 1553           | 97,0%    |
| циганська | 48             | 3,0%     |